# Тернове (станція)
Тернове — вантажно-пасажирська залізнична станція Куп'янської дирекції Південної залізниці
Розташована неподалік від села Васищеве, Харківський район, Харківської області на ділянці Безлюдівка — Зелений Колодязь між станціями Основа (15 км) та Зелений Колодязь (7 км).
Станом на березень 2020 року щодоби три пари приміських електропоїздів здійснюють перевезення за маршрутом Куп'янськ-Вузловий/Куп'янськ-Південний/Гракове — Харків-Левада/Харків-Пасажирський.